# Хайдина (община)
Община Хайдина (словен. Občina Hajdina) — одна з общин Словенії. Адміністративним центром є місто Згорня Хайдина.
Це досить розвинута сільськогосподарська община.

## Населення
У 2011 році в общині проживало 3735 осіб, 1853 чоловіків і 1882 жінок. Чисельність економічно активного населення (за місцем проживання), 1523 осіб. Середня щомісячна чиста заробітна плата одного працівника (EUR), 779,68 (в середньому по Словенії 987.39). Приблизно кожен другий житель у громаді має автомобіль (55 автомобілі на 100 жителів). Середній вік жителів склав 42,5 роки (в середньому по Словенії 41.8). 